# Quiromasajista
El quiromasajista, en sentido literal, es la persona que ejerce la modalidad de masaje manual o quiromasaje en un ámbito profesional.
En la práctica, el quiromasaje es un método manual aplicado sobre la piel y trasmitido por la presión mecánica de las manos. Y que asimismo, produce efectos relajantes o tonificantes sobre el sistema muscular, la sensación general de energía, estados de cansancio, de ánimo y en general sobre el psiquismo, mediante el contacto. Aun siendo una profesión cuya formación es privada, para poder ejercerla se debe disponer de un título que lo acredite.
En España no es una profesión sanitaria, por lo que no tiene competencias para realizar tratamientos en cualquier patología.